# Kaarle Krohn
Kaarle Leopold Krohn (ur. 10 maja 1863 w Helsinkach, zm. 19 lipca 1933 w Sammatti) – fiński folklorysta, przedstawiciel geograficzno-historycznej metody badania literatury tradycyjnej, którą zapoczątkował jego ojciec - Julius Krohn. Siostrą Kaarla Krohna była pisarka Aino Kallas.
W 1907 r. założył międzynarodowe towarzystwo badaczy folkloru (The Folklore Fellows) realizujące zasady metody geograficzno-historycznej.

## Publikacje
- Eliel Aspelin-Haapkylä als Urheber der neueren volkskundlichen Sammelarbeit der Finnischen Litteraturgesellschaft. Helsinki 1920 (Folklore Fellows' Communications 35).
- K. F. Karjalainen. Helsinki 1921 (Folklore Fellows' Communications 40)
- Magische Ursprungsrunen der Finnen (Magic Runes of the Finns). Painettu Keravalla 1924 (Folklore Fellows' Communications 52).
- Die folkloristische Arbeitsmethode (The Folklorist Work Method). Erläutert von Kaarle Krohn. Oslo 1926.
- Übersicht über einige Resultate der Märchenforschung (Overview of the Results of Fairy-Tale Research). Helsinki 1931 (Folklore Fellows' Communications 96).
- Antti Aarne. Helsinki 1926 (Folklore Fellows' Communications 64).